# Barrie Kelly
Barrie Harrison Kelly (ur. 2 sierpnia 1940 w Bury) – brytyjski lekkoatleta, sprinter, mistrz europejskich igrzysk halowych z 1966.

## Przebieg kariery
Zwyciężył w biegu na 60 metrów na pierwszych europejskich igrzyskach halowych w 1966 w Dortmundzie.
Zajął 6. miejsce w finale biegu na 100 metrów na mistrzostwach Europy w 1966 w Budapeszcie, a brytyjska sztafeta 4 × 100 metrów w składzie: Lynn Davies, Ron Jones, Menzies Campbell i Kelly zajęła 5. miejsce. Jako reprezentant Anglii zajął 7. miejsce w biegu na 100 jardów i w sztafecie 4 × 110 jardów na Igrzyskach Imperium Brytyjskiego i Wspólnoty Brytyjskiej w 1966 w Kingston.
Odpadł w ćwierćfinale biegu na 100 metrów i w półfinale sztafety 4 × 100 metrów na igrzyskach olimpijskich w 1968 w Meksyku. Na mistrzostwach Europy w 1969 w Atenach  ponownie zajął 6. miejsce w finale biegu na 100 metrów. Na halowych mistrzostwach Europy w 1971 w Sofii odpadł w półfinale biegu na 60 metrów, podobnie jak w biegu na 50 metrów na  halowych mistrzostwach Europy w 1972 w Grenoble.
Był mistrzem Wielkiej Brytanii (AAA) w biegu na 100 jardów w 1967, wicemistrzem w 1965 oraz brązowym medalistą w 1966 i 1968. W hali był mistrzem w biegu na 60 jardów w 1966, wicemistrzem w 1965 i brązowym medalistą w 1967, a także mistrzem w biegu na 60 metrów w 1972 oraz wicemistrzem na tym dystansie w  1968, 1969, 1971 i 1973.
Dwukrotnie poprawiał rekord Wielkiej Brytanii w sztafecie 4 × 100 metrów do wyniku 39,33 s (19 października 1968 w Meksyku).
Jako dziecko cierpiał na astmę. Jego pasją jest fotografowanie zwierząt i krajobrazu.

## Rekordy życiowe
źródło:
- 100 y - 9,6 s. (1966)
- 100 m – 10,35 s. (1968)